# George Nigh

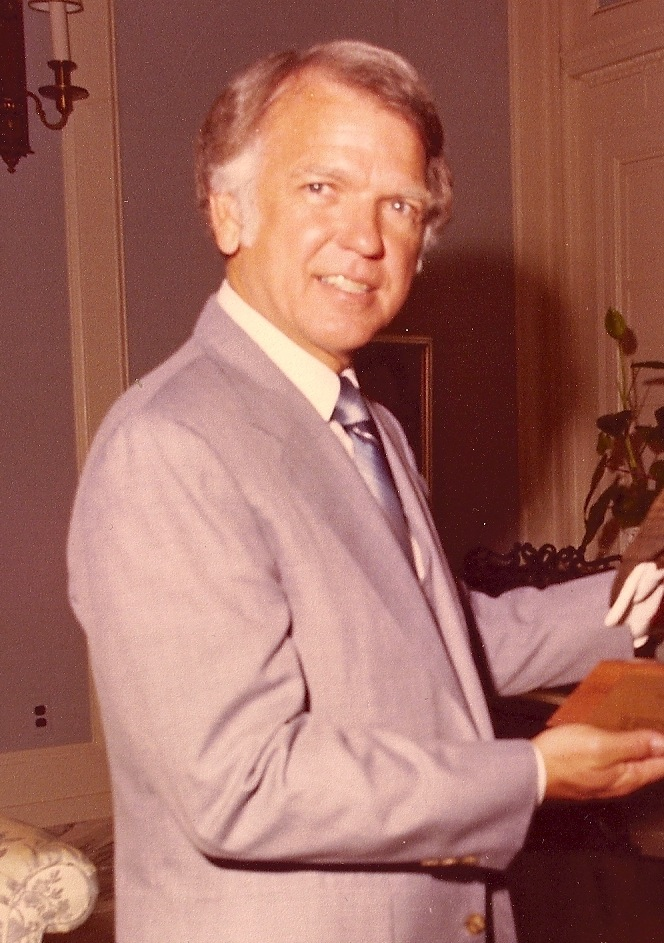
George Nigh

George Patterson Nigh (* 9. Juni 1927 in McAlester, Oklahoma; † 30. Juli 2025 in Oklahoma City, Oklahoma) war ein US-amerikanischer Politiker. Er war der 17. und der 22. Gouverneur des Bundesstaates Oklahoma.

## Leben und frühe politische Laufbahn
George Nigh, Sohn von Wilbur und Irene Crockett Nigh, diente von 1945 bis 1946 in der US Navy. 1951 graduierte er an der East Central University in Ada. Im Anschluss arbeitete er als Lehrer an öffentlichen Schulen in seiner Heimatstadt McAlester; gleichzeitig gehörte er ab 1951 für die Demokratische Partei dem Repräsentantenhaus von Oklahoma an. In dieser Zeit brachte er einen Gesetzentwurf ein, als dessen Folge das Lied „Oklahoma“, das Titelstück aus dem gleichnamigen Musical, 1953 zur Hymne des Staates wurde.

## Gouverneur
1959 wurde Nigh Vizegouverneur von Oklahoma. Zum Zeitpunkt seiner Amtsübernahme war er mit 31 Jahren der jüngste Politiker, den es bis dahin in den USA auf diesem Posten gegeben hatte. Als Senator Robert S. Kerr im Januar 1963 verstarb, trat der ohnehin zwei Wochen vor dem Ende seiner Amtszeit stehende Gouverneur J. Howard Edmondson zurück, woraufhin George Nigh ihm nachfolgte; dieser wiederum ernannte seinen Vorgänger umgehend zu Kerrs Nachfolger als Senator für dessen ausstehende Amtszeit. Nigh blieb derweil nur kurz im Amt, ehe ihn der bereits zuvor gewählte Republikaner Henry Bellmon ablöste.
Unter Bellmons Nachfolger Dewey F. Bartlett wurde George Nigh 1967 wiederum stellvertretender Gouverneur; dies blieb er auch unter David Hall und David L. Boren. 1979 wurde er schließlich selbst zum Gouverneur gewählt, wobei er dieses Amt schon fünf Tage früher als geplant antrat, da sein Vorgänger Boren zwischenzeitlich in den US-Senat eingezogen war und er diesen in seiner Funktion als Stellvertreter ablöste. Bei seiner Wiederwahl 1982 errang Nigh die Mehrheit in allen 77 Countys von Oklahoma.

## Nach der Politik
Von 1992 bis 1997 war George Nigh Präsident der University of Central Oklahoma in Edmond. Bereits 1990 wurde er in die Oklahoma CareerTech Hall of Fame aufgenommen; 1992 erhielt er den Jim Thorpe Lifetime Achievement Award. Von November 2005 bis 2006 half er als Interimsleiter der staatlichen Agentur für Tourismus und Erholung aus.

## Sonstiges
Während seiner Zeit als Gouverneur hatten George Nigh und seine Ehefrau Donna im August 1980 einen Gastauftritt in der NBC-Fernsehserie Texas. Sie stellten sich dabei selbst dar und wurden von Schauspielerin Lisby Larson mit dem Oklahoma-Lied begrüßt.

## Einzelnachweis
1. ↑  Former Gov. George Nigh, Oklahoma's elder political statesman, dies at 98. In: eu.oklahoman.com. 30. Juli 2025, abgerufen am 30. Juli 2025 (englisch).

| Personendaten    | Personendaten               |
| ---------------- | --------------------------- |
| NAME             | Nigh, George                |
| ALTERNATIVNAMEN  | Nigh, George Patterson      |
| KURZBESCHREIBUNG | US-amerikanischer Politiker |
| GEBURTSDATUM     | 9. Juni 1927                |
| GEBURTSORT       | McAlester, Oklahoma         |
| STERBEDATUM      | 30. Juli 2025               |
| STERBEORT        | Oklahoma City, Oklahoma     |